# Palawan-Stinkdachs
Der Palawan-Stinkdachs (Mydaus marchei) ist eine Art der Hundeartigen aus der Gattung der Stinkdachse. Er ist ein Endemit der zu den Philippinen gehörenden Insel Palawan.

## Merkmale
Der Palawan-Stinkdachs erreicht eine Kopf-Rumpf-Länge von 32 bis 46 Zentimetern und eine Schwanzlänge von 1,5 bis 4,5 Zentimetern. Das Gewicht beträgt etwa 2,5 Kilogramm. Er ist damit etwas kleiner als der Sunda-Stinkdachs (Mydaus javanensis) der indonesischen Inseln. Die Behaarung der Oberseite ist schwarzbraun bis schwarz mit einzelnen hellen Haaren ohne durchgehenden Rückenstreifen. Die Schnauze ist rüsselartig verlängert und ähnelt der Schnauze eines Schweins.

## Verbreitung

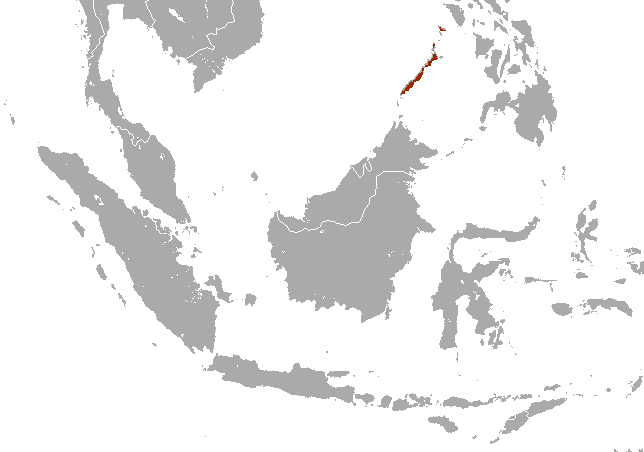
Verbreitungsgebiet des Palawan-Stinkdachses

Das Verbreitungsgebiet des Palawan-Stinkdachses ist auf die philippinische Inselgruppe Palawan und die Calamian-Inseln beschränkt. Die Art ist nachgewiesen auf der Hauptinsel Palawan sowie auf Busuanga und Calauit, während sie nicht auf den kleineren, abgelegenen Inseln wie Rasa und Malinau sowie auf Dumaran vorkommt. Das Vorkommen auf der Insel Iloc ist dagegen unsicher.

## Systematik
Der Palawan-Stinkdachs ist eine der beiden Arten der Stinkdachse (Mydaus) innerhalb der Skunks (Mephitidae). Die wissenschaftliche Erstbeschreibung erfolgte durch Joseph Huet im Jahr 1887. Die Art wurde zeitweise aufgrund anatomischer Merkmale in eine eigene, monotypische Gattung Suillotaxus eingeordnet.
Es wird angenommen, dass die Vorfahren dieser Art von der auf Borneo lebenden Population des Sunda-Stinkdachses durch das ansteigende Meeresniveau vor etwa 165.000 Jahren getrennt wurden, Fossilien sind jedoch nicht nachgewiesen.

## Gefährdung und Schutz
Der Palawan-Stinkdachs wird von der International Union for Conservation of Nature and Natural Resources (IUCN) als nicht gefährdet (least concern) eingeordnet. Dies wird vor allem mit der großen angenommenen Population, der Unempfindlichkeit gegenüber Lebensraumveränderungen und menschlicher Besiedelung sowie dem Vorkommen in mehreren Schutzgebieten begründet.